# 盧吉
第一代盧吉男爵，GCMG，CB，DSO，PC（1858年1月22日—1945年1月22日），又譯盧嘉、盧迦或盧吉士，早年曾任英軍士兵，曾在印度、阿富汗、蘇丹、緬甸、莫桑比克等地作戰，並在非洲，其後成為北尼日利亞保護國專員（1900－1906）、香港總督（1907年7月－1912年3月）與尼日利亞總督（1912－1919）。

## 簡歷
在盧吉主政期間，香港的人口約有50萬。在任內進行了各項建設，包括香港大學、九廣鐵路英段、高等法院、郵政總局等。其時，盧吉建議倣效西方，籌辦大學。他在到任不久便在1907年12月主持聖士提反書院的頒獎典禮時致詞，說香港已成為一個大城市，而尚欠一所大學，是為美中不足。翌日他的演詞見於西報，印籍商人麼地表示支持，並於當日謁見盧吉，願意捐出十五萬元作大學的經費。這個建議還得到當時兩廣總督袁樹勛、本地商人何啟等人的支持。1910年，香港大學成立，並於1910年3月16日為香港大學奠基，後又於1912年3月11日主持開幕禮。盧吉離任時，有大批市民送行。
盧吉任內曾向英國政府提出，交出位處山東半島的另一殖民地威海衛，以換取將新界由租借轉為割讓，不過建議沒得到英國政府採納。記者韋安仕1997年6月30日在英國《獨立報》撰文提到，盧吉在殖民地部的上級並無重視以威海衛換取永久割讓新界建議，更把建議丟到垃圾桶。卻其實，當時清廷對英方佔有中國中心地帶的一處的着緊程度，遠大於在國境之南的香港。

## 以其命名的事物
- 盧吉道（Lugard Road）：位於香港島山頂行山遠足徑港島徑第一段
- 盧迦翼（Lugard Wing, Old Halls）：原稱「盧迦堂」（Lugard Hall），位於香港大學明原堂，於1991年清拆